# Домінік Крус
До́мінік Рохе́ліо Крус (ісп. Dominick Rojelio Cruz; 3 вересня 1985, Тусон, Аризона, США) — американський спортсмен мексиканського походження, професійний боєць змішаного стилю. Чемпіон світу зі змішаних бойових мистецтв у легшій ваговій категорії за версіями WEC (2010 рік) та UFC (з 2011 року). Найкращий боєць 2010 року за версією «USA Today». Найкращий боєць світу у 2010—2012 роках у ваговій категорії до 61 кг за версією «Sherdog».

## Спортивна кар'єра
Домінік Крус почав займатися спортом у шкільному віці. Він виступав на змаганнях зі шкільної боротьби (див. американська боротьба), а також грав за шкільну збірну з американського футболу. За власними спогадами, він був найменшим гравцем у команді, тому товариші по команді жартома нагородили його «грізним» прізвиськом «Домінатор». З часом прізвисько стало актуальним, коли Крус заволодів поясом чемпіона світу зі змішаних єдиноборств.

### Професійна кар'єра
Крус розпочав професійну кар'єру бійця змішаного стилю після закінчення коледжу, в 2005 році. Свої перші бої він провів на турнірах регіональної організації «Rage in the Cage» в Аризоні. До 2006 року він виступав у легкій ваговій категорії, а потім спустився у напівлегкий дивізіон. В цій ваговій категорії він вперше змагався за титул чемпіона світу: провівши 9 переможних двобоїв він підписав угоду з чемпіонатом WEC, де зазнав першої поразки (підкоренням) у бою проти чемпіона Юраї Фейбера. У 2008 році Крус змінив вагову категорію на легшу, і переуклав угоду з WEC. Протягом року він провів чотири поєдинки, в усіх здобув перемогу, здолавши зокрема Іена МакКолла та Джозефа Бенавідеса.
У березні 2010 року Домінік Крус став чемпіоном світу за версією WEC, перемігши чемпіона федерації — Браяна Боулса. Бій було припинено за рішенням лікаря. Перший захист титулу Крус провів у реванші проти Джозефа Бенавідеса. Рівний бій судді роздільно оцінили на користь Круса (один суддя схилився на бік Бенавідеса). Другий захист титулу Крус провів у переконливій манері проти Скотта Йоргенсена, об'єднавши у цьому поєдинку титул WEC із доти вакантним титулом UFC. Після того, як організація WEC була цілком поглинена UFC, Крус проводив лише захисти останнього титулу.
У 2011 році на титул чемпіона претендували Юрая Фейбер та Демітріус Джонсон. Крус переміг обох за очками. Перемогою над Фейбером Крус реваншував свою єдину поразку; обидва чемпіони були нагороджені премією «Бій вечора».
Навесні 2012 року Домінік Крус отримав серйозну травму колінного суглоба, а невдала операція призвела до погіршання стану спортсмена і до подовження терміну відновлення. До 2013 року Домінік залишався у ранзі чемпіона але не міг проводити захисти титулу. Цей прецедент став причиною прийняття строків дійсності чемпіонського титулу UFC у разі неможливості чемпіона відстоювати своє звання. На час відновлення чемпіоном стану здоров'я UFC запровадили тимчасовий титул, яким заволодів Ренан Баран.

## Статистика в змішаних бойових мистецтвах
| Результат | Противник         | Вага     | Спосіб                               | Раунд | Час  | Дата             | Місце            | Подія             | Примітки                                                                               |
| --------- | ----------------- | -------- | ------------------------------------ | ----- | ---- | ---------------- | ---------------- | ----------------- | -------------------------------------------------------------------------------------- |
| Перемога  | Демітріус Джонсон | 57-61 кг | Рішення суддів (одностайне)          | 5     | 5:00 | 1 жовтня 2011    | Вашингтон, США   | «UFC on Versus 6» | Захистив титул чемпіона у легшій ваговій категорії.                                    |
| Перемога  | Юрая Фейбер       | 57-61 кг | Рішення суддів (одностайне)          | 5     | 5:00 | 2 липня 2011     | Лас-Вегас, США   | «UFC 132»         | Захистив титул чемпіона у легшій ваговій категорії. Нагороджений премією «Бій вечора». |
| Перемога  | Скотт Йоргенсен   | 57-61 кг | Рішення суддів (одностайне)          | 5     | 5:00 | 16 грудня 2010   | Ґлендейл, США    | «WEC 53»          | Захистив титул чемпіона у легшій ваговій категорії.                                    |
| Перемога  | Джозеф Бенавідес  | 57-61 кг | Рішення суддів (роздільне)           | 5     | 5:00 | 18 серпня 2010   | Лас-Вегас, США   | «WEC 50»          | Захистив титул чемпіона у легшій ваговій категорії.                                    |
| Перемога  | Браян Боулс       | 57-61 кг | Технічний нокаут (рішення лікаря)    | 2     | 5:00 | 6 березня 2010   | Колумбус, США    | «WEC 47»          | Виграв титул чемпіона у легшій ваговій категорії.                                      |
| Перемога  | Джозеф Бенавідес  | 57-61 кг | Рішення суддів (одностайне)          | 3     | 5:00 | 9 серпня 2009    | Лас-Вегас, США   | «WEC 42»          | Нагороджений премією «Бій вечора».                                                     |
| Перемога  | Іван Лопес        | 57-61 кг | Технічне рішення суддів (одностайне) | 3     | 3:24 | 5 квітня 2009    | Чикаго, США      | «WEC 40»          | Лопес не зміг продовжити бій після неумисного забороненого удару з боку Круса.         |
| Перемога  | Іен МакКолл       | 57-61 кг | Рішення суддів (одностайне)          | 3     | 5:00 | 25 січня 2009    | Сан-Дієго, США   | «WEC 38»          |                                                                                        |
| Перемога  | Чарлі Валенсіа    | 57-61 кг | Рішення суддів (одностайне)          | 3     | 5:00 | 1 червня 2008    | Сакраменто, США  | «WEC 34»          |                                                                                        |
| Перемога  | Кеннет Аймс       | 61-66 кг | Нокаут (удари кулаками)              | 1     |      | 22 березня 2008  | Юма, США         | «TC 27»           |                                                                                        |
| Поразка   | Юрая Фейбер       | 61-66 кг | Підкорення (задушення руками)        | 1     | 1:38 | 24 березня 2007  | Лас-Вегас, США   | «WEC 26»          | Бій за титул чемпіона у напівлегкій ваговій категорії.                                 |
| Перемога  | Шед Сміт          | 61-66 кг | Рішення суддів (одностайне)          | 3     | 5:00 | 4 листопада 2006 | Сан-Дієго, США   | «TC 18»           |                                                                                        |
| Перемога  | Хуан Міранда      | 66-70 кг | Підкорення (задушення руками)        | 1     | 4:00 | 9 вересня 2006   | Сан-Дієго, США   | «TC 16»           |                                                                                        |
| Перемога  | Дейв Хіск'єрдо    | 66-70 кг | Рішення суддів (роздільне)           | 3     | 5:00 | 15 липня 2006    | Сан-Дієго, США   | «TC 15»           |                                                                                        |
| Перемога  | Майкл Барні       | 66-70 кг | Технічний нокаут (удари кулаками)    | 1     | 2:45 | 24 лютого 2006   | Тусон, США       | «RITC 79»         |                                                                                        |
| Перемога  | Нік Хедрік        | 66-70 кг | Рішення суддів (одностайне)          | 3     | 3:00 | 30 вересня 2005  | Ґлендейл, США    | «RITC 75»         |                                                                                        |
| Перемога  | Джош Донах'ю      | 66-70 кг | Технічний нокаут (удари кулаками)    | 2     | 1:09 | 10 вересня 2005  | Каса-Ґранде, США | «RITC 74»         |                                                                                        |
| Перемога  | Том Швагер        | 66-70 кг | Технічний нокаут (удари кулаками)    | 1     | 0:56 | 6 серпня 2005    | Ґлендейл, США    | «RITC 73»         |                                                                                        |
| Перемога  | Роско МакКлеллан  | 66-70 кг | Технічний нокаут (удари кулаками)    | 2     | 1:26 | 11 червня 2005   | Ґлендейл, США    | «RITC 70»         |                                                                                        |
| Перемога  | Едді Кастро       | 66-70 кг | Рішення суддів (роздільне)           | 3     | 3:00 | 29 січня 2005    | Фінікс, США      | «RITC 67»         |                                                                                        |